# Епаномска лагуна
Епаномската лагуна (на гръцки: Λιμνοθάλασσα Επανομής) е малка лагуна на Халкидическия полуостров, Гърция.

## Местоположение
Лагуната е разположена на нос Епаноми, на 5 km югозападно от едноименното градче Епаноми.

## Описание
Площта на лагуната е приблизително 830,38 ha. Тази зона е дом на множество видове птици, а по дъното на морската зона има ливади от защитения вид  Posidonia  oceanica.
В тази зона има разнообразни хабитати, които са местообитание за много видове флора и фауна. Езерото е част от защитена зона от „Натура 2000“.